# DJ White Shadow
Paul Blair (Youngstown, 20 de Setembro de 1978), popularmente conhecido pelo nome de palco DJ White Shadow, que é por vezes abreviado para DJWS, é um produtor musical e disc jockey norte-americano que deu início à sua carreira na cidade de Chicago, Illinois, embora tenha nascido no estado do Ohio. Os seus trabalhos mais conhecidos são os de produção e arranjos para a banda sonora da série de televisão anime Yu-Gi-Oh! e os álbuns Born This Way (2011) e Artpop (2013) da cantora norte-americana Lady Gaga, nos quais ele também trabalhou como co-compositor ao lado de Fernando Garibay e RedOne. Blair já tocou em uma vastidão de cidades dos Estados Unidos como um DJ, incluindo Los Angeles, Atlanta, Milwaukee, Las Vegas e Nova Iorque. Além disso, ele já fez digressões no qual era o artista principal e também já acompanhou Gaga nas suas digressões internacionais, inclusive a The Born This Way Ball (2012-13).
Além dos seus créditos de composição e produção e arranjos, Blair já lançou três extended plays como parte de uma trilogia, todos eles sob distribuição da DECON Records. Ele fez uma participação no comercial do jogo de vídeo Pac-Man produzido pela empresa Anheuser-Busch para o evento Super Bowl XLIX. Remixes seus já apareceram em outros comerciais televisivos, incluindo para os Beats by Dre. Blair recebeu uma nomeação na categoria "Álbum do Ano" na cerimónia de 2012 dos Grammy Awards pelo seu trabalho em Born This Way.

## Discografia

### Extended plays
| Detalhes do álbum                                                                                         |
| --- |
| I'm Killing Me - Lançamento: 2011 - Editora discográfica: Decon Records - Formato: download digital       |
| Pussy Drugs Fear - Lançamento: 2013 - Editora discográfica: Decon Records - Formato: download digital     |
| The Clock Is Ticking - Lançamento: 2013 - Editora discográfica: Decon Records - Formato: download digital |

### Produção
- 2002: Yu-Gi-Oh! — Yu-Gi-Oh! Music to Duel By
  - "Yu-Gi-Oh! Theme"
  - "Time to Duel"
  - "I'm Back"
  - "Exodia"
  - "World of Yu-Gi-Oh!"
- 2004: Yu-Gi-Oh! The Movie Soundtrack
  - "For The People" — The Black Eyed Peas
  - "One Card Short" — James Chatton
  - "Step Up" — Jean Rodriguez
  - "Shadow Games" — Trixie Reiss
  - "It's Over" — Fatty Koo
  - "U Better Fear Me" — The Deleted
  - "Power Within" — Dan Metreyeon
  - "Believe In" — Skwib
- 2011: Lady Gaga — Born This Way
  - "Americano"
  - "Bad Kids"
  - "Black Jesus † Amen Fashion"
  - "Bloody Mary"
  - "Born This Way"
  - "The Edge of Glory"
  - "Electric Chapel"
  - "Government Hooker"
  - "Highway Unicorn (Road to Love)"
- 2013: Lady Gaga — Artpop
  - "Artpop"
  - "Applause"
  - "Do What U Want"
  - "Jewels N' Drugs"
  - "Manicure"
  - "Sexxx Dreams"
  - "Swine"
- 2015: Chris Porter — "The Water Dance"

### Remixes
- 2010: Estelle
  - "Fall in Love (DJ White Shadow Remix)"
  - "Freak (DJ White Shadow Remix)"
- 2011: Lady Gaga
  - "Born This Way (DJ White Shadow Remix)"
  - "Judas (Dj White Shadow Remix)"
  - "Scheiße (DJ White Shadow Remix)"
- 2012: Chris Brown — "Don't Wake Me Up (Dj White Shadow Remix)"
- 2014
  - Lady Gaga
    - "Applause (DJ White Shadow Trap Remix)"
    - "Applause (DJ White Shadow Electrotech Remix)"
    - "Do What U Want (DJWS Remix)"

  - Pitbull & Ne-Yo — "Time of Our Lives"
- 2015: Namco — "DJ White Shadow vs. PacMan"